# Jegor Ligaczow
Jegor Ligaczow (ros. Егор Кузьмич Лигачёв) (ur. 29 listopada 1920 w Dubinkino k. Nowosybirska, zm. 7 maja 2021 w Moskwie) – radziecki polityk, sekretarz KC KPZR ds. organizacyjnych i członek Politbiura KC KPZR, szef Sekretariatu KC KPZR w latach 1985–1988, działacz Komunistycznej Partii Federacji Rosyjskiej (KPFR), deputowany do Rady najwyższej ZSRR w latach 1966–1989.

## Życiorys
Absolwent Instytutu Lotnictwa im. Sergo Ordżonikidze w Moskwie (1943), inżynier technik. Od 1944 członek WKP(b), w 1951 skończył Wyższą Szkołę Partyjną w Moskwie. W latach 1959–1961 był I sekretarzem Komitetu Obwodowego Komsomołu w Nowosybirsku. W 1961 przeszedł do pracy w partii, w latach 1962–1964 zastępca szefa Wydziału Partyjnych Organów KC KPZR ds. Przemysłu Rosyjskiej FSRR, w latach 1964–1965 zastępca kierownika Wydziału Propagandy i Agitacji KC KPZR ds. Rosyjskiej FSRR. Od 26 listopada 1965 do 29 kwietnia 1983 I sekretarz Komitetu Obwodowego KPZR w Tomsku, 8 kwietnia 1966 został kandydatem na członka, a 5 marca 1976 członkiem KC KPZR (do 2 lipca 1990). Od 26 grudnia 1983 do 2 lipca 1990 sekretarz KC KPZR.
Stał się bliskim współpracownikiem Michaiła Gorbaczowa i w lutym 1984 po śmierci szefa partii Jurija Andropowa poparł kandydaturę Gorbaczowa na nowego szefa KPZR, choć bez rezultatu – następcą Andropowa został Konstantin Czernienko. Po objęciu przez Gorbaczowa funkcji sekretarza generalnego KC KPZR w marcu 1985 Ligaczow początkowo wspierał gorbaczowowskie reformy, jednak gdy pieriestrojka i głasnost zaczęły przypominać model socjaldemokratyczny, zdystansował się od tej polityki. Stał się jednym z głównych krytyków Gorbaczowa, któremu zarzucał odchodzenie od wzorców leninowskich. W latach 1985–1988 był de facto drugą osobą w partii i państwie. W latach 1985–1990 był członkiem Biura Politycznego (Politbiura) KC KPZR, a do 1988 szefem Sekretariatu KC. Podczas XXVIII zjazdu KPZR w lipcu 1990 otwarcie krytykował Gorbaczowa i opowiedział się za pozbawieniem go funkcji sekretarza generalnego, jednak został przegłosowany. Po tym zjeździe opuścił Politbiuro i przeszedł na emeryturę. Po powstaniu w 1993 KPFR włączył się w jej działalność i wszedł w skład KC. Trzykrotnie z listy tej partii był wybierany do Dumy Państwowej.
20 listopada 2000 otrzymał honorowe obywatelstwo obwodu tomskiego.
Ligaczow wspierał Kaszpirowskiego.
Został pochowany na Cmentarzu Trojekurowskim.

## Odznaczenia
- Order Lenina (dwukrotnie – 1970 i 1980)
- Order Rewolucji Październikowej (1976)
- Order Czerwonego Sztandaru Pracy (dwukrotnie – 1948 i 1967)
- Order Znak Honoru (1957)
- Medal 100-lecia urodzin Lenina
- Medal za Ofiarną Pracę w Wielkiej Wojnie Ojczyźnianej 1941–1945 (1945)
- Medal „Za rozwój dziewiczych ziem” (1957)
- Medal 30-lecia Zwycięstwa w Wielkiej Wojnie Ojczyźnianej 1941–1945